# Le Temps du pouvoir
Pour plus de détails, voir Fiche technique et Distribution.
Le Temps du pouvoir est un documentaire français réalisé en 1983 par Éliane de Latour et sorti en 1987.

## Fiche technique
- Titre : Le Temps du pouvoir
- Réalisation : Éliane de Latour
- Photographie : Éliane de Latour
- Son : Moussa Hamidou
- Montage : Éliane de Latour et Sophie Rouffio
- Production : Éliane de Latour - CNRS Images
- Pays d'origine :  France
- Genre : documentaire
- Durée : 90 minutes
- Date de sortie : 25 novembre 1987[1]

## Distinctions
- Prix des bibliothèques - Cinéma du réel 1985[2].